# Liste der Brauereien in Hessen

Regierungsbezirke und Landkreise Hessens

Die Liste aktiver Brauereien in Hessen führt Brauereien in Hessen auf, sortiert nach ihrem Regierungsbezirk.

## Regierungsbezirk Darmstadt
| Unternehmen                                                          | Standort            | Lage | Gründung |
| -------------------------------------------------------------------- | ------------------- | ---- | -------- |
| Bad Homburger Brauhaus                                               | Bad Homburg         | ⊙    | 2000     |
| Kärrners Hausbrauerei                                                | Bad Orb             | ⊙    | 1998     |
| Landbrauerei Bierbacher                                              | Brensbach           | ⊙    |          |
| Brauerei Grohe                                                       | Darmstadt           | ⊙    | 1838     |
| Darmstädter Privatbrauerei                                           | Darmstadt           | ⊙    | 1847     |
| Darmstädter Ratskeller Hausbrauerei                                  | Darmstadt           | ⊙    | 1989     |
| Bierhannes Brauerei zur Mainkur                                      | Frankfurt am Main   | ⊙    | 1989     |
| BrauStil                                                             | Frankfurt am Main   | ⊙    | 2014     |
| Zu den 12 Aposteln                                                   | Frankfurt am Main   | ⊙    |          |
| Kultland Brauerei                                                    | Friedberg           | ⊙    | 2016     |
| Kreativbrauerei Brewers Fantasy / Inh. Marcel Kevin Alberti          | Fürth               | ⊙    | 2015     |
| Wilhelmsbader HOF BRÄU                                               | Hanau               | ⊙    | 2012     |
| Halber Mond                                                          | Heppenheim          | ⊙    | 2011     |
| Umstädter Brauhaus                                                   | Groß-Umstadt        | ⊙    |          |
| Idsteiner Brauhaus Alte Feuerwache                                   | Idstein             | ⊙    |          |
| WasserCraftWerk - Die Hausbrauerei                                   | Kelsterbach         | ⊙    |          |
| Getränkeschmiede Schmidt                                             | Kronberg im Taunus  | ⊙    |          |
| Rheingauer Gutsbräu                                                  | Lorch               | ⊙    |          |
| Back- und Brauhaus Drayß                                             | Lorsch              | ⊙    |          |
| Hopfünf (von 2007 bis 2024 Hochstädter-Landbier / Inh. Ingo Rohmann) | Maintal             | ⊙    | 2007     |
| Michelstädter Rathausbräu                                            | Michelstadt         | ⊙    | 1815     |
| Daum Bräu                                                            | Michelstadt         | ⊙    |          |
| Zum Wohl Brauerei / Inh. Andreas Wohlsperger                         | Mörfelden-Walldorf  | ⊙    | 2017     |
| Privat-Brauerei Schmucker                                            | Mossautal           | ⊙    | 1780     |
| Niddaer Marktbräu                                                    | Nidda               | ⊙    | 2003     |
| Alt-Oberurseler Brauhaus                                             | Oberursel           | ⊙    |          |
| Pfungstädter Brauerei Hildebrand                                     | Pfungstadt          | ⊙    | 1831     |
| Das Brauhaus                                                         | Rüsselsheim am Main | ⊙    |          |
| Rüsselsheimer Bräu                                                   | Rüsselsheim am Main | ⊙    |          |
| Seligenstädter Klein-Brauerei                                        | Seligenstadt        | ⊙    | 1999     |
| Glaabsbräu                                                           | Seligenstadt        | ⊙    | 1744     |
| Brauhaus Castel                                                      | Wiesbaden           | ⊙    | 1990     |

## Regierungsbezirk Gießen
| Unternehmen                           | Standort   | Lage | Gründung |
| ------------------------------------- | ---------- | ---- | -------- |
| Brauhaus Obermühle                    | Braunfels  | ⊙    | 2007     |
| Lauterbacher Burgbrauerei             | Lauterbach | ⊙    | 1527     |
| Licher Privatbrauerei Jhring-Melchior | Lich       | ⊙    | 1854     |
| Gasthausbrauerei Petrimühle           | Selters    | ⊙    |          |
| Fleisbacher Brauerei                  | Sinn       | ⊙    | 2018     |
| DorfBräuHaus – Wartenberger Brauhaus  | Wartenberg | ⊙    | 2011     |

## Regierungsbezirk Kassel
| Unternehmen                         | Standort               | Lage | Gründung |
| ----------------------------------- | ---------------------- | ---- | -------- |
| Brauhaus Bad Wildungen              | Bad Wildungen          | ⊙    | 1997     |
| Hütt-Brauerei – Brauhaus Knallhütte | Baunatal               | ⊙    | 1752     |
| Eschweger Klosterbrauerei           | Eschwege               | ⊙    | 1839     |
| Fritzlarer Dombräu                  | Fritzlar               | ⊙    | 2003     |
| Brauhaus Wiesenmühle                | Fulda                  | ⊙    |          |
| Hohmanns Brauerei Fulda             | Fulda                  | ⊙    | 2008     |
| Hochstiftliches Brauhaus Fulda      | Fulda                  | ⊙    | 1848     |
| Fuldabrücker Landbrauerei           | Fuldabrück             | ⊙    | 1995     |
| Osterbach Brauerei                  | Gemünden (Wohra)       | ⊙    | 2014     |
| Kellerwälder Brauhaus               | Gilserberg             | ⊙    | 2010     |
| Braumanufaktur Werk II              | Großalmerode           | ⊙    | 2013     |
| Oberländchen Braumanufaktur         | Neuhof (bei Fulda)     | ⊙    | 2018     |
| MausBräu                            | Hünfeld-Dammersbach    | ⊙    | 2009     |
| Braumanufaktur Steckenpferd         | Kassel                 | ⊙    | 2015     |
| BrauStübl Malsfeld                  | Malsfeld               | ⊙    | 2013     |
| Biermanufaktur Rotenburg            | Rotenburg an der Fulda | ⊙    | 2007     |
| Atelier VRAI                        | Schrecksbach           | ⊙    | 2016     |
| Privatbrauerei Friedrich Haaß       | Schwalmstadt-Treysa    | ⊙    | 1820     |
| Rehbocks Braumanufaktur             | Wolfhagen              | ⊙    | 2016     |
| Schinkels Brauhaus                  | Witzenhausen           | ⊙    | 1997     |
| Willinger Brauhaus                  | Willingen (Upland)     | ⊙    | 1988     |